# Atelopus nepiozomus
Atelopus nepiozomus е вид жаба от семейство Крастави жаби (Bufonidae). Видът е критично застрашен от изчезване.

## Разпространение
Разпространен е в Еквадор.